# Atractus emigdioi
Espèce
Atractus emigdioi  est une espèce de serpents de la famille des Dipsadidae.

## Répartition
Cette espèce est endémique du Venezuela. Elle se rencontre dans les États de Trujillo ET de Mérida.

## Étymologie
Cette espèce est nommée en référence à Emigdio González Sponga, le fils du descripteur et collecteur de l'holotype.

## Publication originale
- Gonzales-Sponga, 1971 : Atractus emigdoi (Serpentes: Colubridae) nueva especie para los Andes de Venezuela. Monografías Científicas Augusto Pi Suñer, Instituto Pedagógico de Caracas, no 3, p. 1-11.